# Tympanobasis plerogoneis
Tympanobasis plerogoneis är en fjärilsart som beskrevs av George Francis Hampson 1926. Tympanobasis plerogoneis ingår i släktet Tympanobasis och familjen nattflyn. Inga underarter finns listade i Catalogue of Life.